# Ancharius griseus
Ancharius griseus es una especie de pez de la familia Anchariidae en el orden de los Siluriformes.

## Morfología
Los machos pueden llegar alcanzar los 24,4 cm de longitud total.
- Número de  vértebras: 42-44.[1]

## Hábitat
Es un pez de agua dulce y de clima tropical.

## Distribución geográfica
Se encuentra en Madagascar.